# 0564
0564 è il prefisso telefonico del distretto di Grosseto, appartenente al compartimento di Pisa.
Il distretto comprende la parte centro-meridionale della provincia di Grosseto. Confina a est con il distretto di Siena (0577), a sud-est di Orvieto (0763), a sud di Viterbo (0761) e di Civitavecchia (0766) e a nord di Follonica (0566).

## Aree locali e comuni
Il distretto di Grosseto comprende 22 comuni compresi nelle quattro aree locali di Arcidosso (ex settori di Arcidosso e Pitigliano), Grosseto (ex settori di Castiglione della Pescaia e Grosseto), Orbetello e Roccastrada (ex settori di Civitella Paganico, Roccastrada e Scansano). I comuni compresi nel distretto sono: Arcidosso, Campagnatico, Capalbio, Castel del Piano, Castell'Azzara, Castiglione della Pescaia, Cinigiano, Civitella Paganico, Grosseto, Isola del Giglio, Magliano in Toscana, Manciano, Monte Argentario, Orbetello, Pitigliano, Roccalbegna, Roccastrada, Santa Fiora, Scansano, Seggiano, Semproniano e Sorano .